# Nonancourt
 Nonancourt  là một xã thuộc tỉnh Eure trong vùng Normandie miền bắc nước Pháp.

### Huy hiệu xã
| Arms of Nonancourt | The arms of Nonancourt are blazoned: Or, a mullet sable between 3 torteaux (gules). impaled with France (Azure, 3 fleurs de lys Or.) |